# Joeri Tsjesnokov (volleyballer)
Joeri Borisovitsj Tsjesnokov (Russisch: Ю́рий Бори́сович Чесноко́в) (Moskou, 22 januari 1933 - aldaar, 30 mei 2010) was een Russisch volleyballer. Tsjesnokov won goud voor de Sovjet-Unie op de Olympische Zomerspelen 1964 te Tokio. Tevens won hij als coach van het mannenvolleybalteam van de Sovjet-Unie zilver op de Olympische Zomerspelen 1976 te Montreal.